# Chiesa della Santissima Trinità (Chioggia)
La chiesa della Santissima Trinità e l'oratorio dei Rossi sono un unico edificio religioso della città di Chioggia, nella città metropolitana di Venezia. L'edificio conserva al suo interno una vasta a serie di tele, a partire da quelle del soffitto o di fine Cinquecento-inizio Seicento. L'Oratorio prende nome dal colore del saio che indossava la Confraternita, che animò questo complesso chiesastico per più di quattro secoli.

## Storia
La storia del complesso religioso è fortemente legata a quella della Confraternita della Santissima Trinità che qui aveva la sede.

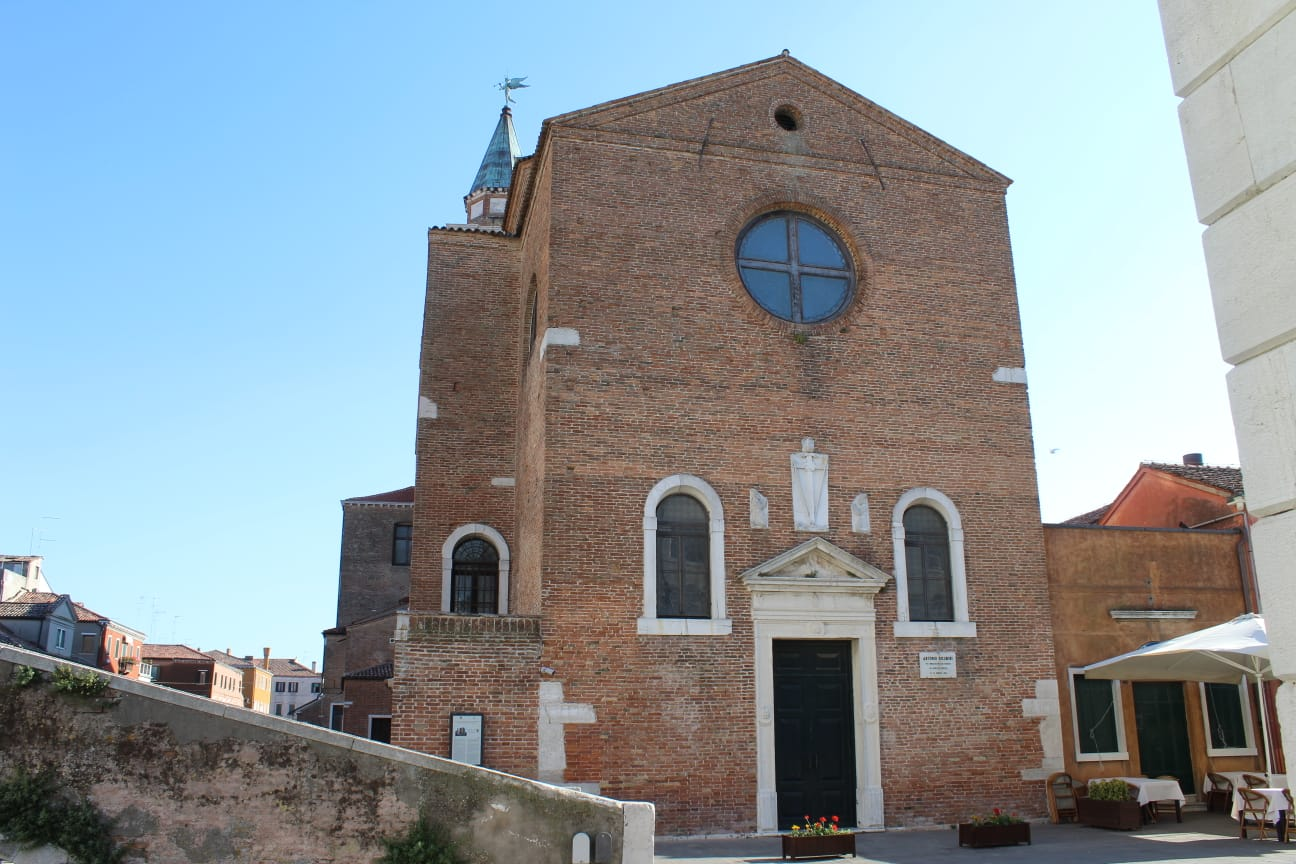
Facciata della Chiesa della SS Trinità

Prima dell'attuale edificio ne esisteva uno in legno del 1528, sostituito con quello in muratura tra il 1555 e il 1559. Nel 1606 si procedette all'allungamento verso sud dell'oratorio per un numero sempre crescente di adepti alla Confraternita. Nel 1691 venne deciso di sopraelevare il soffitto dell'oratorio per dargli un aspetto più slanciato e si aprirono otto finestroni a semicerchio. La chiesa però, a fine Seicento, cominciò ad essere pericolante e venne completamente ricostruita su progetto di Andrea Tirali. Nel 1707 la chiesa venne completata nelle forme che vediamo ancora oggi;  mentre gli altari laterali furono ultimati nell'arco di altri cinque lustri. 
Proprio in questa chiesa nel 1821 venne ordinato sacerdote Antonio Rosmini. 
Nel 1844 fu rinnovato il pavimento dell'oratorio che passò da legno a marmo di Verona. 
A metà del Novecento, l'oratorio fu usato per alcuni anni come sala cinematografica per i giovani della parrocchia in cui è situato il complesso.
L'ultimo restauro, conclusosi nel 2008, riportò la chiesa e l'Oratorio all'antico splendore.

## La Confraternita della Santissima Trinità
La Confraternita della Santissima Trinità, conosciuta della popolazione locale come "Confraternita dei Rossi" (nome derivante del colore del saio dei confratelli), fu fondata da fra Paolo Barbieri e istituita ufficialmente nel 1528 dal vescovo di Chioggia Bernardino Venier. Venne ad aggiungersi alle altre Confraternite già presenti in città: la Scuola della Santa Croce e la Scuola delle Stimmate di San Francesco.

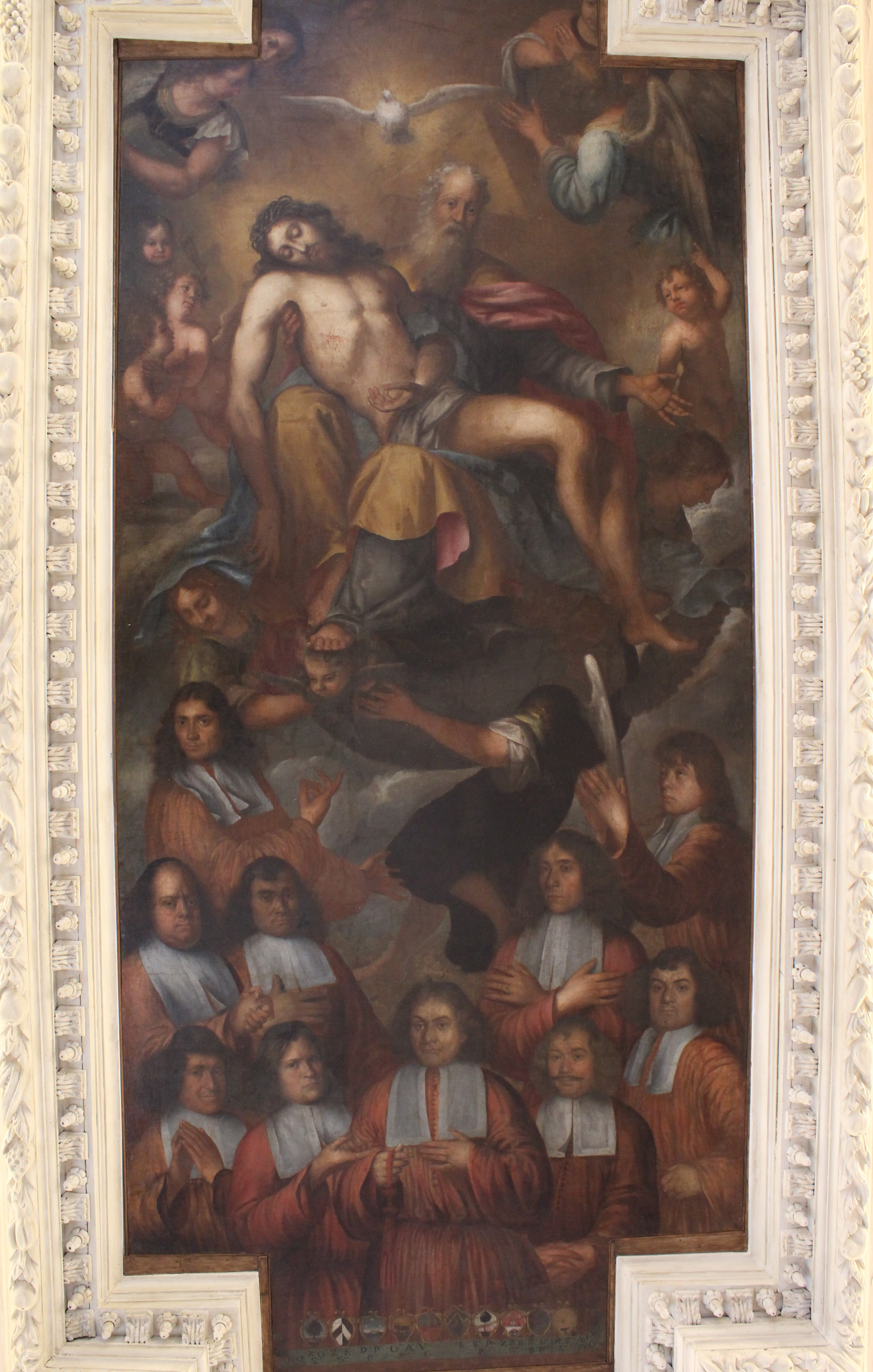
La tela della sacrestia dalla Santa Trinità.

Prima del riconoscimento vescovile, gli adepti alla Confraternita si riunivano per le loro funzioni religiose ospiti nell'oratorio della Scuola delle Stimmate di San Francesco in zona Duomo, per poi spostarsi nella adiacente Chiesa dei Santi Pietro e Paolo e infine trasferirsi definitivamente nel centro città a fianco al fondaco delle Farine.
Il 18 dicembre 1578 avvenne l'aggregazione all'Arciconfraternita della Santissima Trinità di Roma, nella prospettiva di maggiori benefici spirituali, come le indulgenze. Per il medesimo motivo le Confraternite della Trinità - sorte a Cavarzere, a Loreo e Rottanova - si aggregarono verso la fine del Seicento a questa più grande di Chioggia.
I Confratelli seguivano l'orientamento francescano della "disciplina" con l'autoflagellazione, che veniva praticata ogni domenica al canto delle litanie. L'obbligo si allentò rendendo questa pratica non più obbligatoria già nel 1580 con una parziale apertura delle iscrizioni anche al ceto femminile e agli adolescenti di età superiore a 15 anni.
Gli impegni principali della Confraternita nei confronti della comunità locale erano:
- aiutare i malati soprattutto nelle varie pestilenze che affliggevano la città;
- pagare i riscatti per la liberazione di cristiani catturati nelle varie guerre (Lepanto, Candia, Corfù) dai pirati turchi;
- creare la dote alle ragazze indigenti della Confraternita in età di matrimonio;
- ospitare i pellegrini di passaggio, che sostavano in città.

I Rossi davano una grande importanza al momento della morte, organizzando riti di suffragio a beneficio del confratello deceduto. Questa cura per l'anima del deceduto veniva tributata anche agli esterni alla Confraternita, se i parenti ne facevano richiesta: per questo servizio vennero istituite nel 1705 due "Congregazioni" minori sotto il nome della "Beata Vergine dell'asinello" e di "Santa Teresa"
La Confraternita aveva una grande influenza in città, dato che gli stessi podestà di Chioggia solitamente erano anche iscritti alla la Confraternita della Santissima Trinità.
Sul finire del Settecento un regolamento della Repubblica di Venezia diminuì il numero delle festività religiose e si ebbe così un drastico abbassamento dei fondi della Confraternita. La successiva dominazione francese portò alla soppressione delle confraternite e incamerò i loro beni. Dopo l'unificazione del Regno d'Italia la Confraternita, avendo perso l'asse economico, dovette rinunciare agli impegni statutari caritativi, mantenendo unicamente la funzione di cura degli altari e l'approfondimento della vita di fede.
Il numero degli iscritti calò sempre più e la secolare storia delle Confraternita si concluse poco prima della seconda guerra mondiale.

## Descrizione
La chiesa costruita su pianta a croce greca è strutturata da tre forme geometriche concentriche: quadrato della base, cerchio della cupola e punto del lanternino al vertice (attualmente non più presente).
L'intero complesso consta della chiesa, situata nella zona nord e, in continuità, l'oratorio a sud.

### Esterno

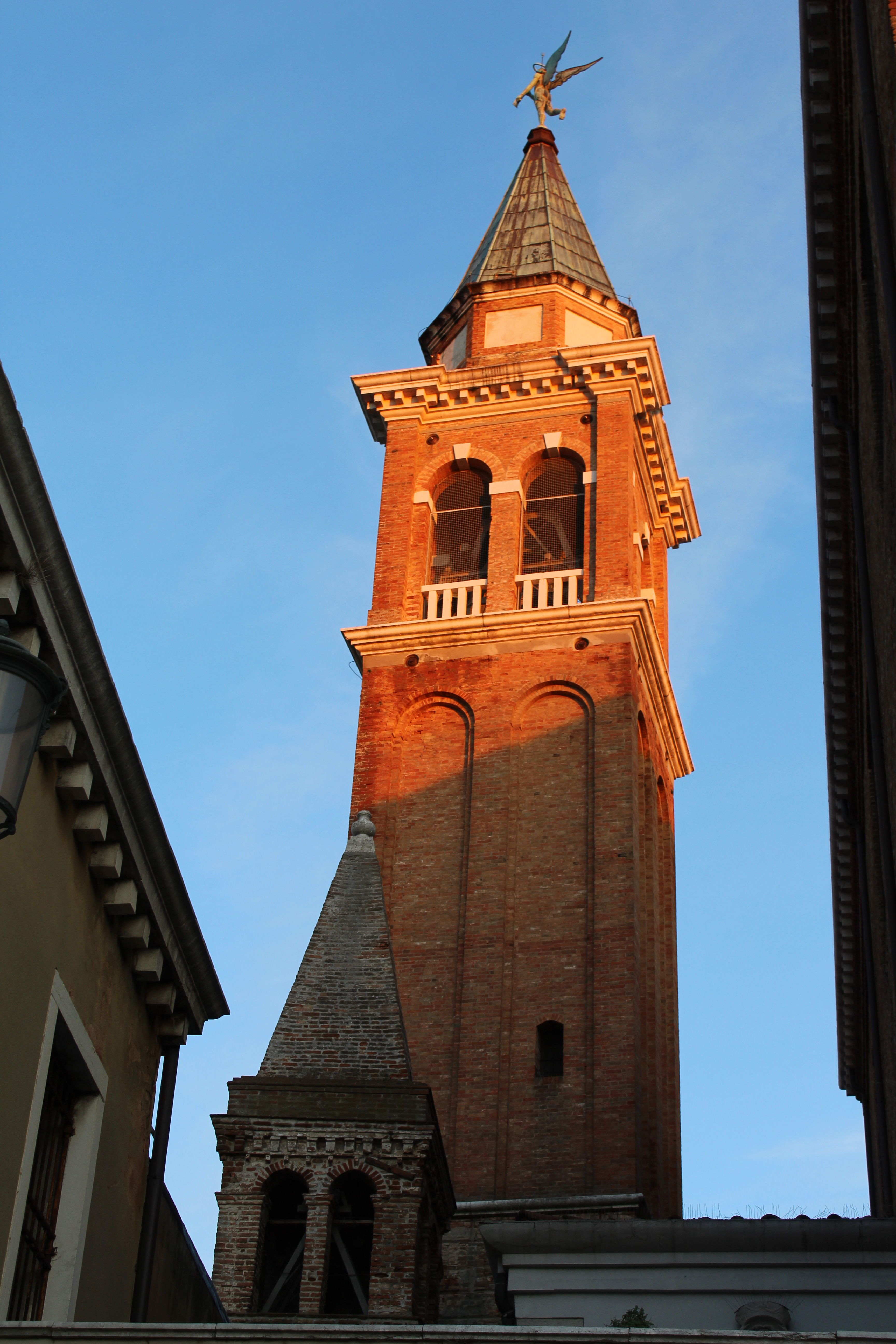
Campanili di San Giacomo e della Santissima Trinità

Nella facciata, sopra l'ingresso, è inserita una croce in bassorilievo in marmo, corredata della scritta Con questo segno vincerai anno 1704. Ai lati, le sagome di due confratelli reggenti il flagello per l'autoflagellazione.
Quasi nascosto dalla chiesa e dalla torre campanaria dell'attigua Basilica di San Giacomo Apostolo si trova il piccolo campanile che è stato rifatto nel 1634.

### Interno
Appena entrati si trovano a destra e a sinistra le due grandi tele che originariamente facevano parte dell'arredo della chiesa di San Nicolò a Chioggia (attuale Auditorium comunale). Le opere sono di Pietro Damini e Andrea Michieli dei primi anni del '600: costituiscono il Ciclo di San Nicolò. Nel 1943 vennero trasferiti nel deposito della cattedrale, poi, dal 1975 nel Depositorio del Palazzo Ducale a Venezia, dove rimasero fino ai primi anni 2000, quando vennero restaurati e collocati nella loro attuale sede.
Al centro della chiesa si trova a pavimento la tomba di Carlo Moscheni, che fu guardiano della Confraternita tra il 1703 e il 1707, impegnandosi molto per la ricostruzione dell'attuale chiesa, il quale chiese espressamente di venirvi sepolto con la moglie Cecilia. Carlo morì il 28 novembre 1719, ma sulla sua lapide scrissero erroneamente 18 novembre 1719.

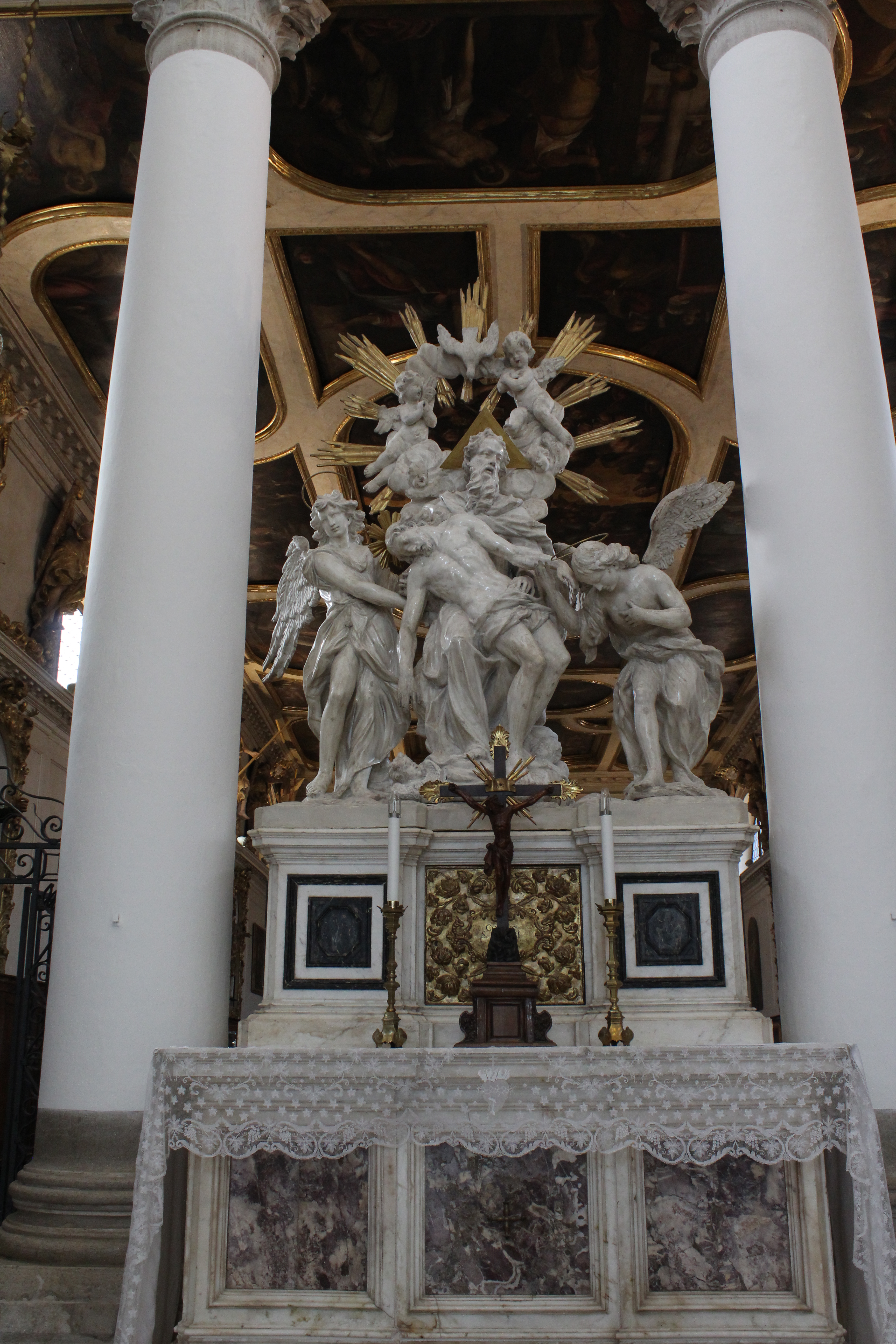
Gruppo ligneo della Trinità

Entrando nella chiesa e procedendo verso destra si incontra l'altare dei cinque Santi, costruito nel 1735 con pala del 1635 di Matteo Ponzone raffigurante Sant'Isidoro di Madrid, Sant'Ignazio di Loyola, San Filippo Neri, Santa Teresa d'Avila e San Francesco Saverino. Sopra l'altar maggiore troneggia il gruppo ligneo della Trinità tra due angeli adoranti, opera che manca di notizie sull'autore e sull'anno di produzione, tranne una prima menzione nel verbale della visita pastorale del 1734. Nella parete sinistra della chiesa si erge l'altare dedicato alla Madonna dell'asinello con una pala di A. Michieli di inizio '600 raffigurante la Presentazione di Maria al Tempio. La pala venne allungata nel 1719 quando trovò posto nell'attuale altare.
A collegare l'oratorio con la chiesa si trovano a destra e a sinistra due cantorie decorate con legno dorato e figure di putti musicanti che fanno da supporto alle tele di Giambattista Mariotti raffiguranti le Virtù cardinali Accanto sta il pulpito in legno, composto da abitacolo ottagonale e sormontato da baldacchino a spiovente, progettato e donato dall'artista locale Aristide Naccari a fine '800.

#### Oratorio dei Rossi
Il soffitto dell'oratorio venne decorato tra il 1595 e il 1606 da Paolo Piazza, Andrea Vicentino, Alvise Benfatti e Jacopo Palma il Giovane. Esso è composto da 24 teleri che raffigurano, al centro, La gloria del Paradiso tra le vele dei quattro evangelisti, e, perimetralmente, scene della vita di Cristo. Nella parte meridionale del soffitto sono state aggiunte in seguito tre tele raffiguranti episodi del Vecchio Testamento.

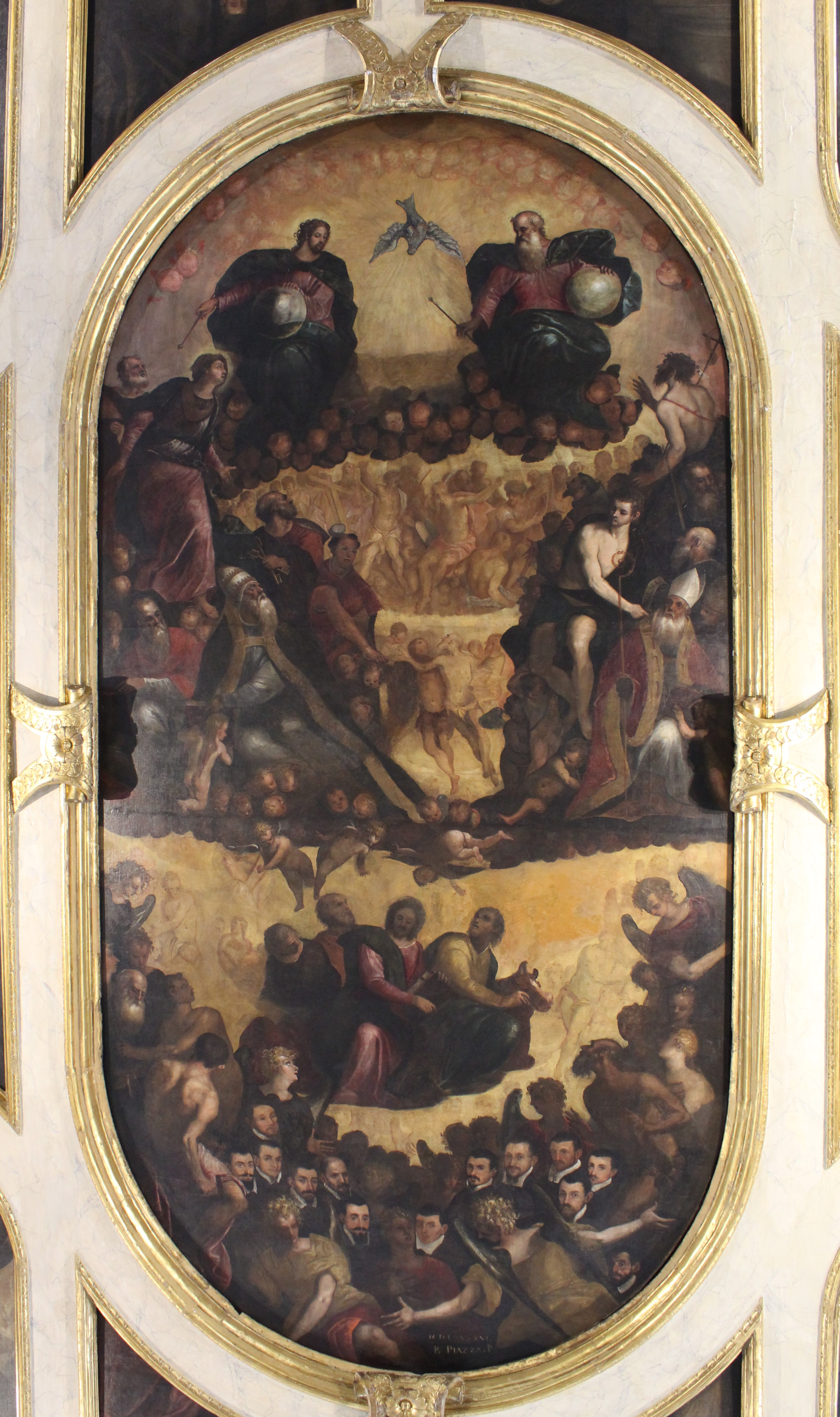
La gloria del Paradiso della S.S. Trinità

Nella parte inferiore de La gloria del Paradiso si possono notare i volti dei confratelli che guardano verso il basso, sormontati dai Santi Evangelisti e, nella parte più alta, dalla Trinità. Si nota, a sinistra, un volto anziano e barbuto che osserva i confratelli: viene identificato come Paolo Barbieri, fondatore della Confraternita. È proprio da lui che parte una delle due diagonali del dipinto che, passando per il centro, raggiunge il Battista in alto a destra; l'altra invece collega Maria (in alto a sinistra) e scende fino a Eva (in basso a destra): quasi che il pittore abbia voluto esaltare – alla luce della Trinità – alcune figure significative nella storia della salvezza. Anche la sacrestia è stata abbellita da una tela, realizzata nel 1689 da Martin Tagier, dove sono raffigurati una decina di confratelli vestiti con il loro saio rosso (i bancali), sormontati dalla Santa Trinità
Addossati ai finestroni semilunati sono montate sedici statue lignee di angeli che mostrano gli strumenti della passione di Cristo: vi furono collocate nel 1627.
Dalle pareti dell'oratorio si affacciano sei statue di santi, dichiarati tali nel XVII secolo: San Filippo Neri, San Francesco Saverino, Santa Teresa d'Avila, Sant'Ignazio di Loyola, San Giuliano e Sant'Isidoro di Madrid.